# Crenosoma striatum
Crenosoma striatum, umgangssprachlich auch als Lungenwurm bezeichnet, ist ein wirtsspezifischer Parasit des Igels. Er befällt die Luftröhre, die Bronchien und die Alveolargänge (Ductus alveolares).

## Merkmale und Lebenszyklus
Adulte Männchen sind 5–7, Weibchen 10–13 mm lang.
Die lebendgebärenden Weibchen setzen etwa 300 µm große Larven I ab. Sie werden hochgehustet, abgeschluckt, mit dem Kot ausgeschieden und dringen über den Fuß in den Zwischenwirt Schnecken ein. In etwa drei Wochen entwickelt sich die ansteckungsfähige Larve III, welche von den Igeln beim Fressen der Schnecke aufgenommen wird. Die Präpatenz beträgt drei Wochen.

Igel können die Larven auch direkt aufnehmen, wenn sie sich an Orten aufhalten, die mit infiziertem Kot verdreckt sind. Außerdem wird der Parasit mit der Muttermilch an die Jungen weitergegeben. Crenosoma striatum kommt überall in Europa und Asien vor, wo Igel verbreitet sind.

## Befallssymptome und Diagnose
Die meisten wildlebenden Igel sind von Lungenwürmern befallen. Während bei leichtem Befall keine Symptome erkennbar sein müssen, können unter anderem Husten, Atemnot, Gewichtsverlust, verringerter Appetit, Schwäche und reduzierte Aktivität beobachtet werden. In extremen Fällen kann ein Befall zum Tod des Tieres führen.
Zur Diagnose können die Fäkalien mikroskopisch auf Larven untersucht werden (siehe Koproskopie).